# 鑪幹八郎
鑪 幹八郎（たたら みきはちろう、1934年8月3日 - 2021年5月7日）は、日本の心理学者・臨床心理士。広島大学名誉教授,京都文教大学名誉教授、前京都文教大学学長。元日本心理臨床学会理事長。心理臨床家（ウィリアム・アランソン・ホワイト研究所）。

## 経歴
熊本市出身。1957年熊本大学教育学部卒業、1962年京都大学大学院教育学研究科博士課程教育心理学専攻単位取得満期退学、京大教育学部助手。1964-1967年ウィリアム・アランソン・ホワイト研究所（アメリカ）で精神分析の訓練を受ける。1967年大阪教育大学助教授。1968年「学校恐怖症に関する研究」で京都大学より教育学博士の学位を取得。1971年広島大学教育学部助教授、1983年教授。1979-1981年オースティン・リッグス・センター研究員。1997-2000年日本心理臨床学会理事長。1998年広島大学を定年退官、名誉教授、京都文教大学人間学部臨床心理学科教授、京都光華女子大学教授、2003-2006年日本心理臨床学会理事長。2008年京都文教大学学長。2015年秋、瑞宝中綬章受勲。

## 受賞歴
- 2002年 - 日本心理臨床学会賞
- 2004年 - 日本精神分析学会賞
- 2015年 - 瑞宝中綬章[5]

## 学会
- 日本心理学会
- 日本心理臨床学会
- 日本精神分析学会
- The William Alanson White Psychoanalytic Society (USA)
- The American Psychological Association (USA)
- The American Academy of Psychoanalysis (USA)

## 著書

### 単著
- 『カウンセラーのための精神分析』 青山書店、1973年
- 『夢分析入門』 創元社、1976年
- 『夢分析の実際:心の世界の探求』 創元社、1979年
- 『アイデンティティの心理学』 講談社現代新書、1990年
- 『夢分析と心理療法:臨床で夢をどう生かすか』 創元社、1998年
- 『心理学研究法特論』 放送大学教育振興会、2002年
- 『森有正との対話の試み 』 ナカニシヤ出版、2019年

### 編著
- 『精神分析』 福村出版、1977年
- 『自我同一性の病理と臨床』 上里一郎共編著 ナカニシヤ出版、1979年
- 『自我・自己』 中西信男共編著 有斐閣、1981年
- 『心理臨床家の手引』 名島潤慈共編著 誠信書房、1983年 第2版、2000年 第3版、2010年
- 『アイデンティティ研究の展望』 全7巻 山本力、宮下一博共編 ナカニシヤ出版、1984年―2002年
- 『夢の臨床』 河合隼雄共編著 金剛出版、1988年
- 『家族と社会』 岡堂哲雄、馬場禮子共編著 金子書房、1990年
- 『ライフサイクル』 小川捷之、齋藤久美子共編著 金子書房、1990年
- 『臨床心理学を学ぶ』 小川捷之、本明寛共編著 金子書房、1990年
- 『発達障害の心理臨床』 村上英治、山中康裕共編著 金子書房、1990年
- 『実践と教育訓練』 藤井虔、齋藤久美子共編著 創元社、1994年
- 『教育相談重要用語300の基礎知識』 一丸藤太郎、鈴木康之共編著 明治図書出版、1999年
- 『アイデンティティ』 山下格共編著 日本評論社、1999年
- 『心理療法の展開』 岡田康伸、鶴光代共編著 金子書房、2000年
- 『スーパーヴィジョンを考える』 滝口俊子共編著 誠信書房、2001年
- 『臨床心理学:心の専門家の教育と心の支援』 川畑直人共著 培風館、2009年
- 『連続講義　精神分析家の生涯と理論』大阪精神分析セミナー運営委員会 共編著 岩崎学術出版社、2018年

### 翻訳
- エリク・エリクソン『洞察と責任:精神分析の臨床と倫理』 誠信書房、1971年
- アーウィン・シンガー『心理療法の鍵概念』 誠信書房、1976年
- ロバート・コールズ『エリク・H・エリクソンの研究』 ぺりかん社、1980年
- スチュアート・サザーランド『ブレイクダウン:ある心理学者の入院体験 心理療法はこれでいいのか』 羽生義正共編訳 北大路書房、1981年
- ヘレン・リンド『恥とアイデンティティ』 鶴田和美共訳 北大路書房、1983年
- ウォルター・ボニーム『夢の臨床的利用』 丸藤太郎、山本力共訳 誠信書房、1987年
- リチャード・ガードナー（英語版）『シングル・ペアレント・ファミリー:親はそこで何をどのように語ればよいのか』 青野篤子、児玉厚子共訳 北大路出版、1999年
- ロバート・アーサノ、スティーヴン・ソンネンバーグ、スーザン・ラザー『力動的精神療法入門:コンサイスガイド』 茂野良一、本間望、谷川則子、仲丸恵共訳 創元社、1999年

### 著作集
2002年から2008年にかけて、ナカニシヤ出版から刊行された。
- 第1巻『アイデンティティとライフサイクル論 = Identity & life cycle』 2002年
- 第2巻『心理臨床と精神分析 = Clinical psychology and psychoanalysis in action』 2003年
- 第3巻『心理臨床と倫理・スーパーヴィジョン = Ethics and supervision in clinical psychology』 2004年
- 第4巻『映像・イメージと心理臨床 = The films and images:from the viewpoint of clinical psychology』 2008年

## 関連人物
- 鑪匠造 - 孫
- 中井久夫
- ハリー・スタック・サリヴァン